# Josep Maria Casals Ariet
Josep Maria Casals Ariet (Viladrau, 1901 - Barcelona, 1986) fue un fotógrafo español.
Como aficionado a la fotografía la aprendió de modo autodidacta, convirtiéndose en un importante representante del pictorialismo tardío junto a otros fotógrafos como Claudi Carbonell, Joan Porqueras, Joaquim Pla Janini y José Ortiz Echagüe. Su técnica preferida era el bromóleo transportado y sus temas favoritos eran los paisajes de alta montaña y del interior de Cataluña.
En 1994 se realizó una exposición retrospectiva de su obra en la Fundación La Caixa y en 2003 alguna de sus obras se presentaron en la exposición titulada La mirada de Verdaguer. Parte de su obra se encuentra en el Museo Nacional de Arte de Cataluña.